# Spathius nigripetiolus
Spathius nigripetiolus är en stekelart som beskrevs av Chao 1978. Spathius nigripetiolus ingår i släktet Spathius och familjen bracksteklar. Inga underarter finns listade i Catalogue of Life.